# Arcalod
L'Arcalod (2.217 m s.l.m. - detto anche Pointe d'Arcalod) è una montagna della Francia.

## Descrizione

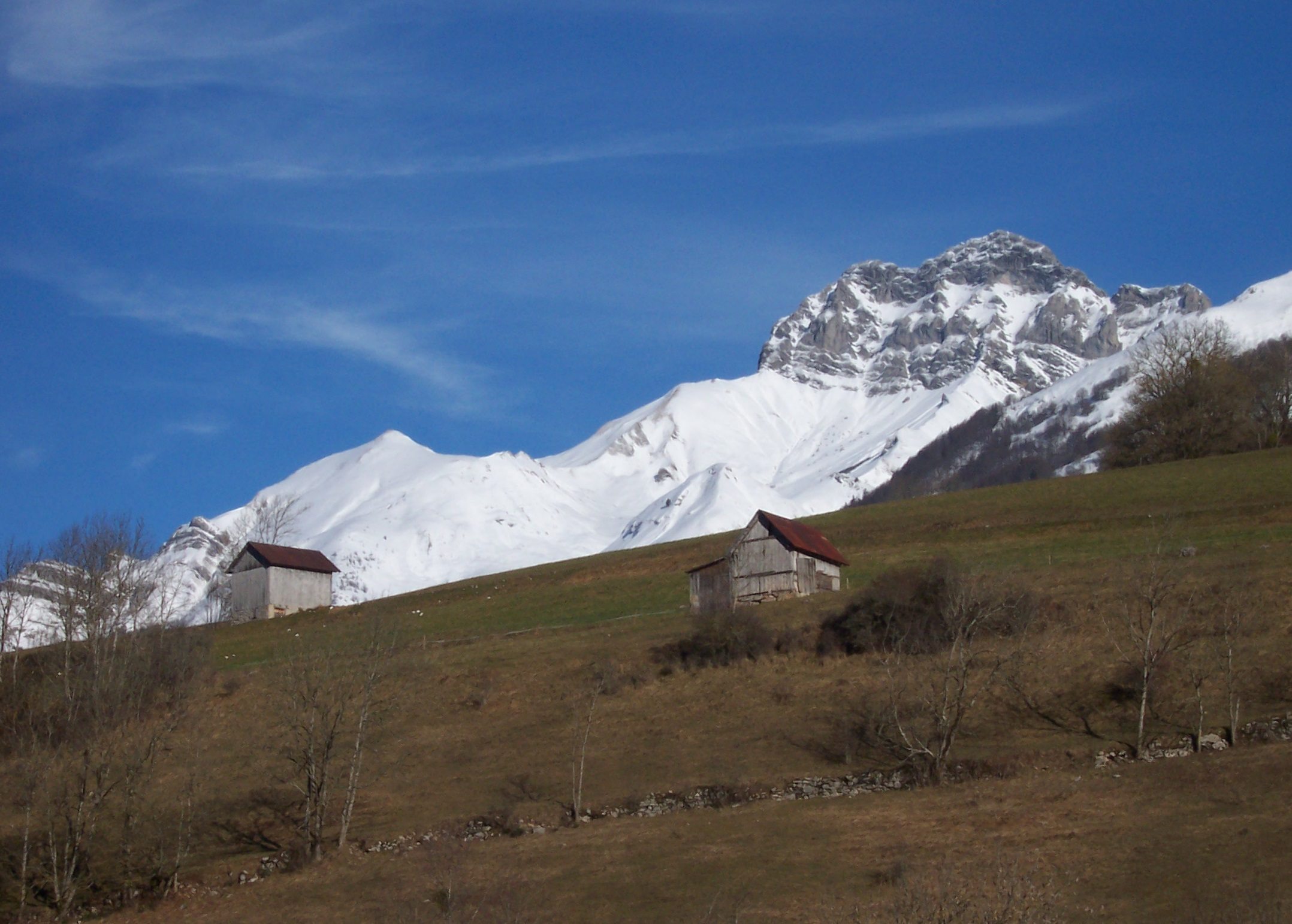
L'Arcaold innevato

Si tratta della montagna più alta delle Prealpi dei Bauges nelle Prealpi di Savoia. Si trova nel dipartimento francese della Savoia.
Il versante più agevole per raggiungere la vetta è quello orientale.